# Дуб черешчатий (300 м на схід від мисливської бази)
Дуб черешчатий — ботанічна пам'ятка природи місцевого значення. Об'єкт розташований на території Голопристанського району Херсонської області, квартал 5 виділ 2, Рибальчанського лісництво, ДП «Збур'ївське ЛМГ», 300 м від мисливської бази на схід.
Площа — 0 га, статус отриманий у 1983 році.